# Pico Barcelos
O Pico dos Barcelos é uma elevação portuguesa localizada na freguesia de  Guadalupe, no concelho de Santa Cruz da Graciosa, ilha Graciosa, arquipélago dos Açores. 
Este acidente geológico tem o seu ponto mais elevado nos 126 metros de altitude acima do nível do mar. Próxima a esta elevação encontra-se o Pico das Bichas, a localidade da Vitória e o lugar da Terra do Conde.